# Municipalidad de San José
La Municipalidad de San José es el Gobierno Municipal del cantón de San José, capital costarricense, ubicado en la provincia homónima, al cual administra de forma autónoma al Gobierno Central de Costa Rica. Es la municipalidad más grande del país. 
La Municipalidad josefina está conformada por el Concejo Municipal, en el cual se consolida el poder legislativo local; y la Alcaldía, que ejerce el poder ejecutivo municipal. 
La sede del gobierno local josefino se encuentra en el Palacio Municipal de San José, ubicado en el centro de la ciudad. Actualmente su alcalde es Diego Miranda Mendez.

## Historia
La Municipalidad de San José fue fundada en 1812, su nombre se remonta a la construcción de una ermita dedicada a San José el 21 de mayo de 1737.
Tras la Guerra de la Liga, en 1823, San José fue declarada capital de Costa Rica.
En 1814, en seguimiento de lo establecido en la constitución promulgada en Cádiz, España, en el año 1812, el Ayuntamiento de San José pasó a ser una institución de elección popular. Este hecho marcó un hito importante en la historia de la democracia costarricense, ya que fue la primera vez que los ciudadanos tuvieron derecho a elegir a sus representantes municipales.
Esta legislación fue objeto de gran cantidad de modificaciones a lo largo del siglo XX, hasta que en 1998, se estableció el actual Código Municipal.
La Municipalidad de San José es responsable de una amplia gama de servicios públicos, incluyendo:
- Limpieza y recolección de basura
- Alumbrado público
- Construcción y mantenimiento de calles y carreteras
- Parques y jardines
- Agua potable
- Alcantarillado
- Recolección de aguas residuales
- Seguridad ciudadana

Además, como capital es la sede de las principales Instituciones Públicas del país, tales como:
- Asamblea Legislativa
- Corte Suprema de Justicia
- Tribunal Supremo de Elecciones
- Ministerio de Educación Pública
- Ministerio de Hacienda
- Ministerio de Obras Públicas y Transportes
- Ministerio de Salud Pública
- Ministerio de Relaciones Exteriores y Culto[2]

Asimismo, es sede de las principales insignias arquitectónicas del país, al albergar grandes edificios neoclásicos de la época liberal republicana y cientos de construcciones modernas de tiempos recientes, entre los que cabe mencionar edificios emblemáticos como:
- Teatro Nacional
- Teatro Popular Melico Salazar
- Museo Nacional
- Edificio de Correos y Telégrafos de Costa Rica

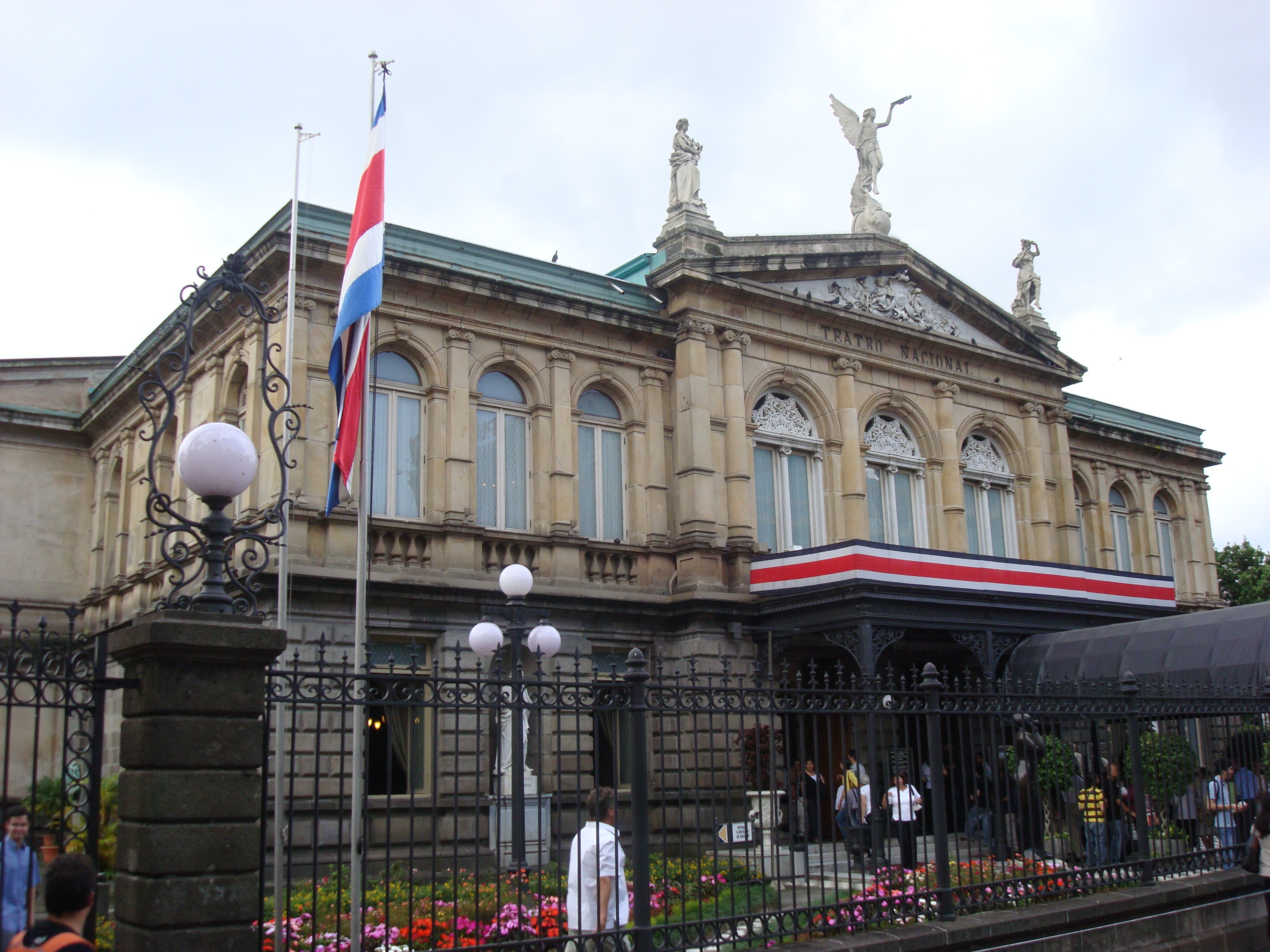
Teatro Nacional, San José

- Museo del Oro PrecolombinoTeatro Nacional, San José

## Administración

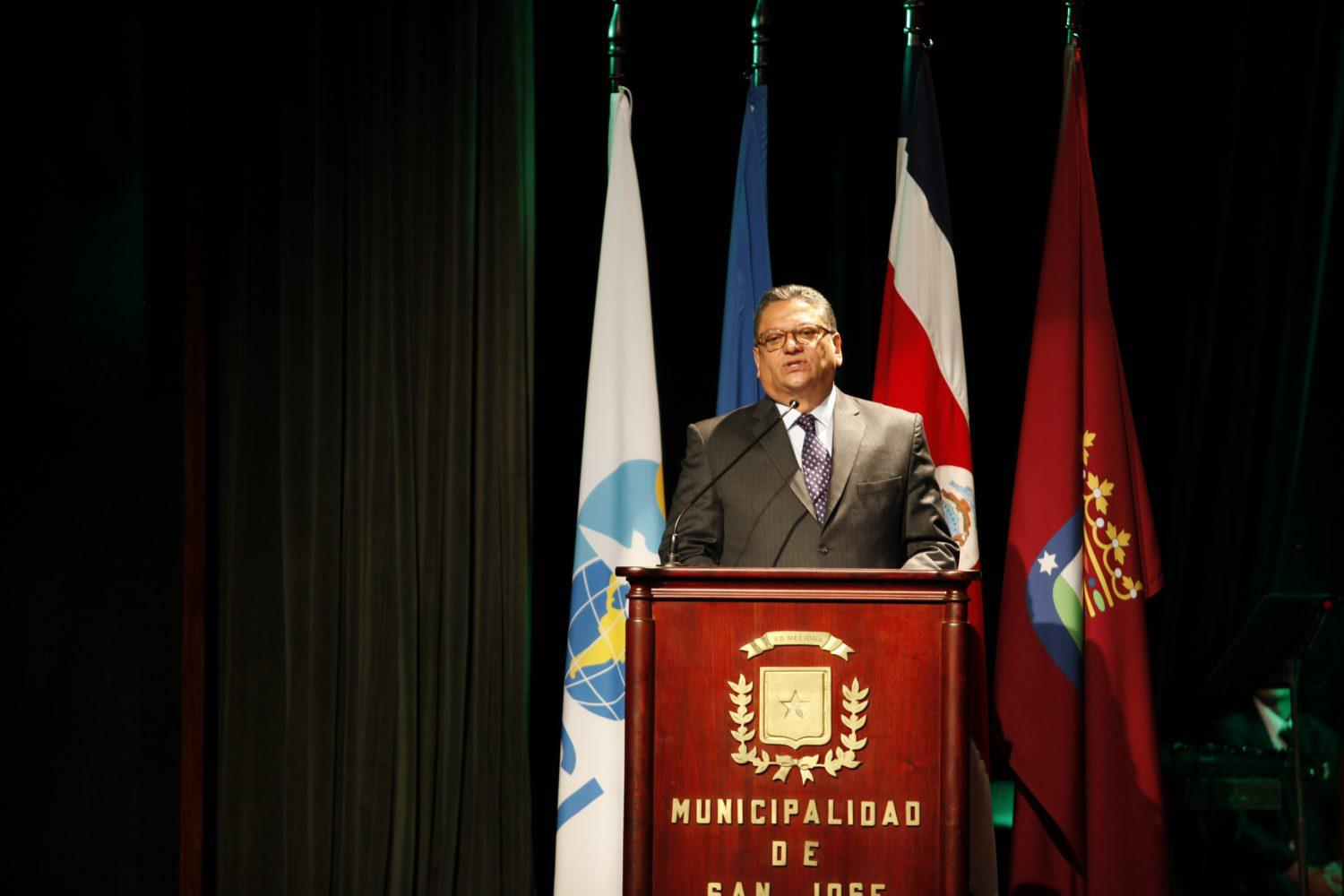
Johnny Araya Monge, Alcalde

La Municipalidad de San José está administrada por dos órganos principales, el Concejo Municipal; como poder legislativo; y la Alcaldía; como poder ejecutivo. Sus funciones tienen total autonomía con respecto al Gobierno Central de Costa Rica.
La Alcaldía
Ver También: Alcaldes de San José
La Municipalidad de San José está presidida por el alcalde, quien es el funcionario de más alto rango en el gobierno municipal y cuyo período dura cuatro años.
Entre sus responsabilidades principales están: 
- Ser el representante legal de la municipalidad.
- Establecer y ejecutar las políticas públicas del cantón
- tiene a cargo la administración general del gobierno local y vigilar que se cumplan los acuerdos del Concejo.

Los alcaldes comenzaron a ser elegidos por votación popular a partir de la reforma al Código Municipal de 1998.
El Consejo Municipal
Ver también: Concejo Municipal de San José
El Consejo Municipal es la rama legislativa de la municipalidad. Está compuesto por 9 regidores propietarios, con derecho a voz y voto y por 9 regidores suplentes, 11 síndicos propietarios y el alcalde; estos con derecho a voz pero sin voto. 
Está presidido por un Presidente Municipal, electo entre los regidores propietarios. Es el encargado de tomar los acuerdos y de aprobar o improbar las distintas propuestas y solicitudes presentadas ante la municipalidad. Sus acuerdos son vinculantes, aunque se encuentran sujetos al poder de veto del alcalde.
Actualmente su presidenta es Reina Acevedo Acevedo, del Partido Liberación Nacional.